# NK Croatia Ošlje
Nogometni klub Croatia Ošlje (NK Croatia Ošlje; Croatia Ošlje; Croatia) je bivši nogometni klub iz mjesta Ošlja, općina Dubrovačko primorje, Dubrovačko-neretvanska županija.

## O klubu
Prvi zahtjev OSUP-u za registraciju podnesen je siječnja 1981., odbijen zbog nekompletnosti. Osnivačka skupština održana je 10. travnja 1981. godine. Zahtjev za registraciju ponovljen je lipnja 1981. godine, ali odbijen zbog "problematična" statuta, jer po njemu je klupska zastava trobojnica bez socijalističkih oznaka. Provokativnim su smetali izbor imena Croatia, igranje svećenika u klubu i dr. Velika je "misterija" bila što znači PB u dnu grba na zastavici, što je rađalo spekulacije da to znači "Pavelićeva bojna" ili "Pomozi Bože", a PB su zapravo inicijali pokretača kluba. Nova odluka o osnivanju društva donesena je 10. travnja 1983. godine. Klub se natjecao u općinskoj ligi. Nakon intervjua s jednim od glavnih pokretača kluba Perom Beatovićem u omladinskom listu Laus 1984. godine, izazvao je buru u Dubrovniku pa je NS isključio Croatiju iz lige, na što je reagirao SSRNH Dubrovnika "da je odluka ishitrena" pa je klub vraćen u ligu. Klub je igrao utakmice u Dubrovniku u Gospinu polju. Na prestanak djelovanja kluba utjecao je i medijski progon. Listopada 1985. krenule su dojave medijima, osobna zapažanja i akcije jugomilicije. Predmet dojava bile su "klupske zastavice problematična dizajna" koje prodaju i dijele (5000 izrađenih zastavica i naljepnica) igrači i rukovodstvo. Splitski pravosudni organi tvrdili su da je riječ o nacionalističkoj provokaciji koja uzima maha te najavili oštre sankcije.
Za nadnevak osnivanja NK "Croatia Ošlje" se uzima 26. ožujak 1983. Klub se natjecao u Općinskoj nogometnoj ligi Dubrovnik. Klub je postao poznat po svom amblemu koji je sadržavao stilizirani hrvatski grb i hrvatsku trobojnicu. Tijekom 1985. godine klub je prodavao svoje zastavice koje su postale popularne diljem tadašnje SR Hrvatske i među Hrvatima. 
 
Uskoro je klub zbog svog znakovlja došao u zanimanje javnosti i medija koji su klub proglasili fašističkim i nacionalističkim. U listopadu 1985. godine odlukom Izvršnog vijeća Općine Dubrovnik je zabranjen rad NK Croatia, uz obrazloženje da znakovlje kluba vrijeđa "nacionalne osjećaje građana" i ruši "ustavni poredak SRH i SFRJ".

 
Klub je također i isključen iz natjecanja 'ONL Dubrovnik - skupina Pelješac.
"Croatia" je jedan od rijetkih nogometnih klubova kojima je 1980.-ih zabranjen rad radi političkih razloga u tadašnjoj SFRJ. Mnogi igrači i članovi uprave kluba su pritvarani i maltretirani od strane milicije i sigurnosnih službi. Od posljedica premlaćivanja je osnvač kluba Pero Beatović preminuo 1990. godine.
2015. godine napravljena je monografija o klubu autora Gorana Cvjetinovića. Za nju je govorilo 30-ak igrača, članova uprave i simpatizera te članovi obitelji Beatović. Sadrži športske rezultate kluba, prikaze nogometaša koji su igrali s klub, priču oko osnivanja i zabrane kluba, policijskog progona i medijskog praćenja. Poseban se dio monografije odnosi na Pera Beatovića, koji je umro od posljedica premlaćivanja u jugomilicijskim prostorima. Predviđeno je bilo da predstavljanje bude na obljetnicu smrti Pera Beatovića, 11. veljače 2015. godine.

## Unutrašnje poveznice
- Ošlje

## Vanjske poveznice
- Ošlje - "30 godina NK Croatia Ošlje", facebook stranica
- blog.dnevnik.hr/freshcayg, Laže selo lažu ljudi, objavljeno 13. rujna 2018.